# Zukkoke Knight: Don De La Mancha
Zukkoke Knight: Don De La Mancha (ずっこけナイト　ドンデラマンチャ?), más conocida en Hispanoamérica como Don Quijote y los Cuentos De La Mancha, es una serie de televisión de animación japonesa de 1980, versión libre de la novela Don Quijote de la Mancha de Miguel de Cervantes.  
Realizada por el estudio de animación japonés Ashi Productions, estaba compuesta de 23 episodios de 30 minutos de duración. Fue dirigida por Kunihiko Yuyama, con Noa Kawaii como director de animación.

## Argumento
Don Quijote es un hidalgo medio enloquecido por la lectura de libros de caballería, que decide lanzarse por los caminos del mundo para deshacer entuertos. Enamorado a primera vista de Dulcinea, a quien trata de complacer en todo. En su delirio, Don Quijote piensa que es una princesa y que debe acudir en su rescate. Dulcinea es realmente la hija de un ladrón y es tan curiosa que sale a menudo del castillo con su criado Notre-Dame (llamado Gordillo en el doblaje). El padre de Dulcinea le envía constantemente mensajes en video en los que finge estar enfermo o en la ruina, suplicándole a su hija que consiga dinero y se lo envíe, a lo que ella siempre accede conmovida. Para conseguir el dinero, Gordillo o Notre-Dame crea planes de robo o estafa que generalmente involucran de una u otra manera a Don Quijote, quien se deja engañar fácilmente por su amor a Dulcinea. Estos planes nunca funcionan. 
En sus aventuras le acompaña su confiable y sabio siervo Sancho Panza.

## Reparto japonés
- Kenji Utsumi es Don Quijote de la Mancha
- Mami Koyama es Dulcinea
- Setsuo Wakui es Sancho Panza
- Ichirô Nagai es Narrador
- Kenichi Ogata es Nottorudamu (Notre-Dame)
- Kenji Naikai es Quijote

## Versión en español (Hispanoamérica)
El doblaje fue realizado en Intersound Inc., Hollywood, California, Estados Unidos.
- Carlos Agosti es Don Quijote de la Mancha
- Helgar Pedrini es Sancho Panza, Gordillo y Don Carlos
- Denise Lebre es Dulcinea
- Rubén Arvizu es el narrador

Letra y música: Haim Saban y Shuki Levy. Canción "Don Quijote" interpretada por Memo Aguirre.

## Emisión internacional
La 2

 XHGC-TV

 TVN, UCV Televisión

 Red Global

 Cadena Uno

 Gamavisión